# Joan Duch i Agulló
Joan Duch i Agulló (Terrassa, 1891 — Terrassa, 8 d'agost de 1968) fou un escriptor, periodista, pintor, decorador i dibuixant català.

## Biografia
Es va guanyar la vida en el camp de la pintura decorativa, però sobretot va destacar com a novel·lista i col·laborador habitual a la premsa local i barcelonina. Va escriure a revistes com La Veu de Catalunya, La Il·lustració Catalana, Catalunya, La Revista, D'Ací i d'Allà, Meridià, Mirador, i al diari terrasenc El Dia. Majoritàriament els seus articles són com a crític d'art, però també com a crític literari i assagista, i fins i tot algun conte o narració.
Com a pintor va col·laborar amb Joaquim Torres-Garcia en la realització dels frescos del Saló de Sant Jordi de la Generalitat de Catalunya i va exposar a diverses poblacions.
Participà en el món cívic i cultural terrassenc, sent un membre actiu de diverses entitats culturals i entitats polítiques.
A les seves novel·les s'ocupa de les qüestions socials i reflecteix les contradiccions i els problemes de la societat industrial. Duch fuig del model de novel·la burgesa per donar entrada al món obrer i els consegüents conflictes socials. Així doncs, Terrassa, les seves fàbriques i els seus obrers esdevenen els protagonistes de les seves obres.
Amb la Guerra Civil s'estroncà la producció literària de Duch, fins i tot va ser empresonat uns mesos. A partir d'aquí es dedicà principalment al seu ofici de pintor decorador, tot i que no deixà, encara que de manera molt tímida la seva passió per la literatura. Morí víctima d'un atropellament de trànsit.
El seu fons personal es troba a Arxiu Comarcal del Vallès Occidental i comprèn la cronologia 1928-1970.

## Obres

### Novel·la
- Díptic d'humor. Fragments del llibre inèdit "La cancó doméstica" (presentat als Jocs Florals de Barcelona de 1923)[4]
- Homes i màquines (1930), anàlisi de problemes socials
- Els quatre amics (1930)
- Filigarses de Catalunya (presentat als Jocs Florals de Barcelona de 1932)[5]
- L'hora de la multitud. Capítol III d'una novel·la inédita (presentat als Jocs Florals de Barcelona de 1933)[6]
- Amor i banderes (1934)
- Vida triomfal (1935)
- Auli, fill de Pilat (1954)

### Dietari
- Anys negres (1936-1939) (2008), dietari escrit durant la guerra